# 마법사의 아들 코리
《마법사의 아들 코리》는 KBS가 기획하고 대원동화가 제작한 13부작 TV 만화영화 시리즈이다. 1993년에 방영종료되었다.

### 방송 일시
| 방송 채널 | 방영 기간                  | 방송 시간 |
| KBS 2TV   | 1993년 6월 25일 ~ 9월 17일 | 종료      |

## 제작진
- 책임 프로듀서: 양관우
- 원작: 고행석
- 주제가 작사: 김혜진
- 작곡: 안문규
- 노래: 서장원, 장숙희
- 그래픽 디자인: 진수아
- 음향효과: 최경상
- 음악: 안문규, 이남홍
- 녹음: 김정일, 전종일, 임종빈
- 프로듀서: 민영문, 최수형
- 편성기획: 윤대작
- 공동제작: 대원동화(주)

## 등장인물
- 코리

마법사 아버지와 인간 어머니 사이에 태어난 아이로 멍하게 생겼지만 엄청난 마법 잠재력을 가지고 있다. 인간세계로 추방된 아버지(구만수)는 그를 구영탄이라고 부른다.
- 돌팔매

돌팔매질이 특기인 코리의 절친. 코리와 만난 후부터 여러 가지 모험을 겪는다.
- 코리아빠

마법사의 금기인 인간과의 혼인때문에 마법세계에서 추방되었다. 이 때문에 마법능력도 대부분 빼앗기고 밤이되면 부엉이가 되는 저주에 걸렸다. 나무인형을 만드는 간단한 마법밖에 할 수 없으므로 인간세계에서 이 능력으로 연명한다. 인간세계로 나온 후부터는 구만수라는 이름으로 산다.
- 마왕

마법세계를 지배하는 왕으로 코리 아빠를 추방하고 저주를 건 장본인이다.
- 마우

마왕의 아들.
- 쥐마왕

인간계와 마법세계를 잇는 관문을 지배하는 괴수로 본래의 쥐였으나 마법을 배워 사람들을 괴롭힌다.
- 코사크장군

돌팔매의 친형이다. 철가면 저주에 걸려 쥐마왕에게 조종당한다.
- 크리스탈공주

쥐마왕 세력에 대항하는 수정동굴 요정들의 수장이다.
- 아시리아

고아가 된 코리를 거두었으나 강제 노역시키며 학대한다. 이후 코리는 마녀의 손아귀에서 벗어난 여러 가지 모험을 한다.
- 미미

인간소녀로 마왕의 재물이 될 뻔 했으나 코리에 의해 구출된다.

## 목소리 출연
- 한인숙 - 코리
- 김순원 - 돌팔매
- 장광 - 코리아빠
- 한상덕 - 마왕
- 유해무 - 마우
- 온영삼 - 쥐마왕

## 방영 목록
| 회차       | 주제                      | 방송일          |
| 1화        | 철철산의 여의주           | 1993년 6월 25일 |
| 2화        | 땅땅이와 길쭉이           | 7월 2일         |
| 3화        | 다시만난 아빠             | 7월 9일         |
| 4화        | 미미의 위기               | 7월 16일        |
| 5화        | 아빠를 찾아서             | 7월 23일        |
| 6화        | 수정 동굴의 크리스탈 공주 | 7월 30일        |
| 7화        | 잃어버린 갈대나라를 찾아  | 8월 6일         |
| 8화        | 쥐마왕성을 향하여         | 8월 13일        |
| 9화        | 마우의 정체               | 8월 20일        |
| 10화       | 마왕의 부하들             | 8월 27일        |
| 11화       | 미미를 구하라             | 9월 3일         |
| 12화       | 마왕의 스승               | 9월 10일        |
| 최종화(13) | 마왕의 눈물               | 9월 17일        |